# Malta op het Eurovisiesongfestival 2007
Malta nam deel aan het Eurovisiesongfestival 2007 in Helsinki (Finland). Het was de twintigste deelname van het land op het Eurovisiesongfestival. Public Broadcasting Services (PBS) was verantwoordelijk voor de Maltese bijdrage voor de editie van 2007.

## Selectieprocedure
Er werd gekozen om een nationale finale te organiseren.
Eerst was er een halve finale die plaatsvond op 1 februari 2007.
Daaraan namen 16 artiesten deel , waarvan 6 doorgingen naar de finale.
De finalisten werden gekozen door televoting.
De finale vond 2 dagen later plaats op 3 februari 2007.
In totaal deden er 6 artiesten mee aan deze finale en de winnaar werd gekozen door televoting.
De uiteindelijke winnaar was Olivia Lewis met het lied Vertigo.
Het lied werd geschreven door Gerard Borg en de componist was Philipp Vella.

### Halve finale
| Volgorde | Artiest           | Lied                           | Percentage | Plaats |
| -------- | ----------------- | ------------------------------ | ---------- | ------ |
| 1        | Kevin Borg        | "Whenever"                     | 7%         | 4      |
| 2        | Annabelle         | "Nightwish"                    | 3%         | 10     |
| 3        | Tarcisio Barbara  | "Places To Go"                 | 5%         | 7      |
| 4        | Claudia Faniello  | "L-Imħabba Għamja"             | 5%         | 7      |
| 5        | Rosman Pace       | "Rollercoster Ride"            | 5%         | 7      |
| 6        | Julia Grima       | "Ice Queen"                    | 3%         | 10     |
| 7        | William Mangion   | "Forever Mine"                 | 4%         | 8      |
| 8        | Olivia Lewis      | "Vertigo"                      | 24%        | 1      |
| 8        | Klinsmann Coleiro | "She Gives Me Wings"           | 9%         | 3      |
| 10       | Julie Pomorsky    | "Look At Me"                   | 2%         | 11     |
| 11       | Daniela Delicata  | "Little Islands In Your Heart" | 3%         | 10     |
| 12       | Pamela            | "All About A Life"             | 7%         | 4      |
| 13       | SCAR              | As Long As You Know            | 7%         | 4      |
| 14       | Isabelle Zammit   | "My Love"                      | 4%         | 8      |
| 15       | Mauro Kitcher     | "Unite"                        | 1%         | 16     |
| 16       | Trilogy           | "Starlight"                    | 10%        | 2      |

### Finale
| Volgorde | Artiest           | Lied                  | Punten | Plaats |
| -------- | ----------------- | --------------------- | ------ | ------ |
| 1        | Kevin Borg        | "Whenever"            | 4365   | 4      |
| 2        | Klinsmann Coleiro | "She Gives Me Wings"  | 7,550  | 3      |
| 3        | SCAR              | "As Long As You Know" | 2103   | 6      |
| 4        | Olivia Lewis      | "Vertigo"             | 30,977 | 1      |
| 5        | Pamela Bezzina    | "All About A Life"    | 3047   | 5      |
| 6        | Trilogy           | "Starlight"           | 7,647  | 2      |

## In Helsinki
In de halve finale moest Olivia aantreden als 20ste net  na Noorwegen en voor Andorra. Op het einde van de avond bleek men op een 25ste plaats te zijn geëindigd met 15 punten, wat niet voldoende was om de finale te bereiken.
Nederland en België hadden geen punten over voor deze inzending.

### Gekregen punten

#### Halve Finale
| 12 punten | 10 punten | 8 punten | 7 punten              | 6 punten  |
| --------- | --------- | -------- | --------------------- | --------- |
|           |           |          | - Turkije             | - Albanië |
| 5 punten  | 4 punten  | 3 punten | 2 punten              | 1 punt    |
|           |           |          | - Verenigd Koninkrijk |           |

### Punten gegeven door Malta

#### Halve Finale
Punten gegeven in de halve finale:
| 12 punten | Letland     |
| 10 punten | Zwitserland |
| 8 punten  | Nederland   |
| 7 punten  | Wit-Rusland |
| 6 punten  | Denemarken  |
| 5 punten  | Slovenië    |
| 4 punten  | Hongarije   |
| 3 punten  | Bulgarije   |
| 2 punten  | Noorwegen   |
| 1 punt    | Servië      |

#### Finale
Punten gegeven in de finale:
| 12 punten | Verenigd Koninkrijk |
| 10 punten | Wit-Rusland         |
| 8 punten  | Servië              |
| 7 punten  | Bulgarije           |
| 6 punten  | Rusland             |
| 5 punten  | Slovenië            |
| 4 punten  | Letland             |
| 3 punten  | Oekraïne            |
| 2 punten  | Spanje              |
| 1 punt    | Hongarije           |